# Bugula rylandi
Bugula rylandi är en mossdjursart som beskrevs av Maturo 1966. Bugula rylandi ingår i släktet Bugula och familjen Bugulidae.
Artens utbredningsområde är Mexikanska golfen. Inga underarter finns listade i Catalogue of Life.